# Aesma Daeva
Aesma Daeva es un grupo estadounidense de metal sinfónico neoclásico procedente de LaCrosse, Wisconsin, formado a finales de la década de los 90. Su nombre proviene de Asmodeo, cuya grafía original en avéstico es  *aēšma-daēva.

## Historia
Aesma Daeva se formó en LaCrosse (Wisconsin) en 1998, de la colaboración entre dos proyectos musicales: Odark:30 (de Nick Coprenicus) y 162 (de John Prassas). Esta colaboración se hizo para grabar el tema Darkness dentro de un álbum de recopilación de Power metal y géneros similares llamado Diva-X-Machina II. A partir de este trabajo conjunto se fraguó la banda, a la que se unió como cantante Rebecca Cords, quien tras grabar el primer disco fue reemplazada por Melissa Ferlaak. A su vez, Melissa fue sustituida en 2005 por Lori Lewis. Tim Klatt en la percusión, Eden Taylor a la guitarra y Theresa Hanley en el violín completaron la primera formación.
Desde un sonido más gothic en los orígenes, pronto evolucionó hacia elementos más complejos que le acercaron al metal progresivo y sinfónico de otros grupos como Symphony X. Tras su participación en el MetalFest de Milwaukee (Wisconsin), adquirieron cierta fama que les permitió dar conciertos en Europa y América Latina, destacando su participación en el IV Festival Obscuro de México donde tocaron junto a la banda finlandesa HIM entre otras.

## Miembros
John Prassas - Composición, guitarra

Tim Klatt - Batería y percusiones

Chris Quinn - Bajo

Michael Platzer - Letrista

Lori Lewis - Voz

- El guitarrista Earl Root falleció el 30 de mayo de 2008 debido a complicaciones de cáncer.

## Discografía
- Here lies one whose name was written in water - 1999 (Accession, publicado nuevamente en 2000 por Root of All Evil)
- The Eros Of Frigid Beauty - 2002 (Irond Records, Root of All Evil)
- The New Athens Ethos - 2003 (Root of All Evil, Irond Records, Scarecrow)
- Dawn of the New Athens - 2007 (Pnevma)

## Enlaces
- Página oficial
- Página en MySpace
- Discografía en MusicBrainz

- Datos: Q2586738